# Glypta partita
Glypta partita là một loài tò vò trong họ Ichneumonidae.